# The Outfit (2022)
The Outfit, in der deutschsprachigen Fassung auch untertitelt mit Verbrechen nach Maß, ist ein Thriller von Graham Moore, der im Februar 2022 bei den Internationalen Filmfestspielen Berlin uraufgeführt wurde. Moore feierte mit dem Film sein Regiedebüt. Der Film kam am 18. März 2022 in die US-amerikanischen und am 2. Juni 2022 in die deutschen Kinos.

## Handlung
Im Jahr 1956. Der Brite Leonard Burling betreibt ein Geschäft in Chicago und fertigt mit unendlicher Geduld, Präzision und Sorgfalt maßgeschneiderte Anzüge für seine wohlhabende Kundschaft. Zu dieser gehört auch Richie Boyle, der Sohn des Mafia-Bosses Roy Boyle, der einst sein erster Kunde war, als er aus England in die Vereinigten Staaten kam. Dort hatte er in London eine langjährige Ausbildung durchlaufen und in der Savile Row Anzüge gefertigt. Er legt Wert darauf, dass er ein „Cutter“ ist und nicht etwa ein einfacher „Schneider“.
Nicht nur die irische Mafia-Familie geht bei ihm ein und aus, auch die anderen kriminellen Familien nutzen den Briefkasten in seinem Geschäft, um Nachrichten und Päckchen untereinander hin- und herzuschicken und so für die Kommunikation miteinander. Dies fällt nicht weiter auf, tragen sie doch alle beim Betreten seine schicken Anzüge. Sie machen ihre Arbeit und lassen Leonard seine machen.
Leonards Assistentin Mable, die sich um die Buchhaltung und andere Dinge kümmert, ist mit Richie zusammen, wovon ihr Boss eigentlich nichts wissen soll. Sie war noch nie in Europa und träumt von Reisen oder gar einem Leben dort drüben. Mable hat eine kleine Sammlung mit Schneekugeln von den bekanntesten Sehenswürdigkeiten in Europa zusammengetragen. Eigentlich hatte Leonard gehofft, dass sie eines Tages das Geschäft übernimmt, weil sie eine Art Ersatztochter für ihn ist.
Als Richie eine Nachricht von „The Outfit“ in dem Briefkasten vorfindet, einer landesweit tätigen Organisation, die in der Zeit von Al Capone entstand und als die Vereinten Nationen der Unterwelt gilt, reagiert seine Familie beunruhigt. In einer Nacht wird der angeschossene Richie von Francis, dem Vertrauten seines Vaters und der Nummer Drei in ihrer Struktur, in Leonards Geschäft gebracht. Sie wurden von den LaFontaines überfallen, die an ein Tonband gelangen wollten, das sich in ihrem Besitz befindet und auf dem sich wichtige Informationen über eine Ratte befinden, die sich bei ihnen eingenistet hat und mit dem FBI zusammenarbeitet. Dieses hat eine neumodische Technologie entwickelt, um über „Bugs“ Gespräche  mitzuverfolgen und auf Kassettenband aufzuzeichnen.
Francis zwingt Leonard, Richies Durchschussverletzungen zusammenzunähen und lässt ihn mit dem Bewusstlosen und einem Koffer mit dem Tonband allein. Ob Leonard will oder nicht, ist er nun Teil der Familie Boyle geworden, lässt man ihn wissen. Er nennt den Sohn von Roy Boyle Master Richie. Als dieser wieder aufgewacht ist, erzählt er ihm, er sei die Ratte, nach der sie suchen, was Richie gar nicht glauben will. Als einen Scherz abgetan, erzählt Leonard dem jungen Mann noch mehr von dem, was er als lebenserfahrener Mann über die Sache denkt und heizt damit dessen Misstrauen gegenüber Francis an. Als dieser zurückkommt und sie entdecken, dass sich das Band nicht mehr im Koffer befindet, kommt es zu einem Schusswechsel, bei dem Richie stirbt. Weil Roy Boyle im Anmarsch ist, stecken sie seinen Sohn gemeinsam in eine Kiste und behaupten ihm gegenüber, sein Sohn habe das Geschäft gerade eben verlassen.
Als Leonard seinem langjährigsten Kunden zum ersten Mal seine Arbeitsutensilien zeigt, darunter seine Schere, präsentiert ihm Boyle Senior seine Waffe als sein wichtigstes Arbeitsgerät. Als er den Mantel seines Sohnes im Laden entdeckt, wird Boyle misstrauisch, denn Richie wäre in dieser kalten Nacht sicher nicht ohne diesen auf die Straße gegangen. Als Francis zurückkommt und über den Fund seines Chefs in Erklärungsnot gerät, nutzt Leonard einen Anruf, um Boyle weis zu machen, Richie wolle in der Stadt von ihnen abgeholt werden. Der Gangsterboss verlässt daraufhin mit seinem Bodyguard Monk Leonards Geschäft.
Leonard versucht Francis die einmalige Gelegenheit zu verdeutlichen, die sich ihm nun bietet. In der Erwartung, nach dem Tod seines Chefs dessen Geschäfte übernehmen zu können, rufen sie bei den LaFontaines an, um ihnen mitzuteilen, wo sie dem alten Boyle in dieser Nacht auflauern können. Als diese den Job erledigt haben, taucht Madame LaFontaine höchstpersönlich in Leonards Geschäft auf, und ein weiterer seiner Tricks führt schnell zum Tod von Francis. Leonard gibt ihnen das Band und erhält im Gegenzug einen Koffer voller Geld. Dieses überlässt er Mable, während er selbst seine Habseligkeiten zusammenpackt, auch seine geliebte Schere. Er setzt sein Geschäft in Brand und verlässt das in Flammen stehende Gebäude.

## Produktion

### Regie und Drehbuchentwicklung
Im Januar 2021 wurde berichtet, dass Graham Moore mit The Outfit sein Regiedebüt geben würde und das US-amerikanische Filmstudio FilmNation Entertainment an der Produktion beteiligt sei. Die Idee zu The Outfit hatte Moore, der für das Drehbuch zu The Imitation Game mit einem Oscar ausgezeichnet wurde, nach dem Lesen eines Berichts, wonach die ersten aufgezeichneten Beweise, die von der Fed in einem großen Fall der organisierten Kriminalität gesammelt wurden, von Wanzen stammten, die in einer Schneiderei in Chicago platziert wurden.
Moore und sein Co-Autor Johnathan McClain hatten daher von Anfang an die Geschichte eines meisterhaften Schneiders erzählen wollten, der für eine Gangster-Familie arbeitet. Dabei habe sich auch die moralische Frage aufgetan, ab welchem Zeitpunkt man bei den um sich herum wahrgenommenen Vorkommnissen nicht mehr wegschauen kann und handeln muss, wenn man für solche Monster wie Boyle arbeitet. The Outfit handele von einer Person, die sich am Beginn der Geschichte liebend gerne in seinem Laden von der Außenwelt abkapseln würde, dann aber feststellen muss, dass sie den Horror der realen Welt nicht einfach ignorieren kann, so Moore. Die Idee, den gesamten Film in der Schneiderei spielen zu lassen, sei in einer früheren Drehbuchphase entstanden. So verlässt ihr Protagonist während des gesamten Films nie das Geschäft.

### Besetzung und Synchronisation
| Darsteller          | Synchronsprecher       | Rolle              |
| ------------------- | ---------------------- | ------------------ |
| Mark Rylance        | Frank Röth             | Leonard Burling    |
| Dylan O’Brien       | Ozan Ünal              | Richie Boyle       |
| Johnny Flynn        | Konrad Bösherz         | Francis            |
| Zoey Deutch         | Lydia Morgenstern      | Mable              |
| Nikki Amuka-Bird    | Jessica Walther-Gabory | Madame La Fontaine |
| Alan Mehdizadeh     | Sven Brieger           | Monk               |
| Simon Russell Beale | Lutz Schnell           | Roy Boyle          |

Mark Rylance spielt in der Hauptrolle Leonard Burling. Der Schauspieler hatte nach dem Lesen des Drehbuchs schnell zugesagt, weil er verstand, warum die Rolle für ihn Sinn ergibt. Leonard Burling wurde auch ein wenig nach Rylance Vorbild modelliert, da er wie dieser in Großbritannien geboren wurde und später in die USA ging. Zoey Deutch spielt seine Assistentin Mable. Dylan O’Brien spielt Richie Boyle, Simon Russell Beale dessen Vater Roy Boyle und Johnny Flynn ihre Nummer Drei Francis. Flynn ist Rylances Bühnen-Co-Star aus Theaterstücken wie Jerusalem. Nikki Amuka-Bird ist in der Rolle von Violet LaFontaine zu sehen. Alan Mehdizadeh spielt Roy Boyles Bodyguard Monk.
Die deutsche Synchronisation entstand nach der Dialogregie von Sven Hasper im Auftrag der Iyuno-SDI Group Germany GmbH, Berlin.

### Dreharbeiten, Szenenbild und Kostümdesign
Die Dreharbeiten begannen Anfang März 2021 in London und endeten im darauffolgenden Monat. Als Kameramann fungierte der zweifach für einen Oscar nominierte Brite Dick Pope.

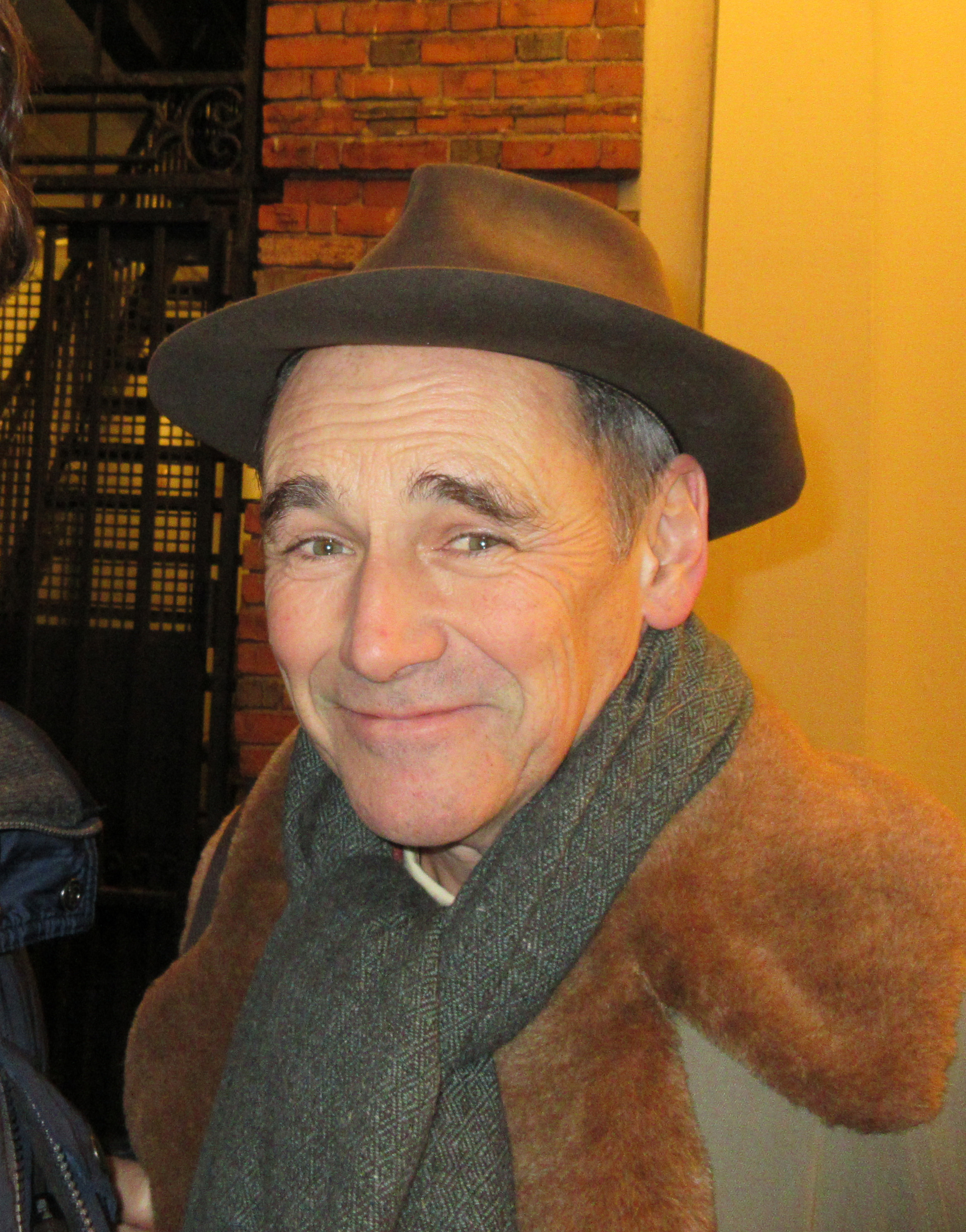
Mark Rylance spielt den „Cutter“ Leonard Burling

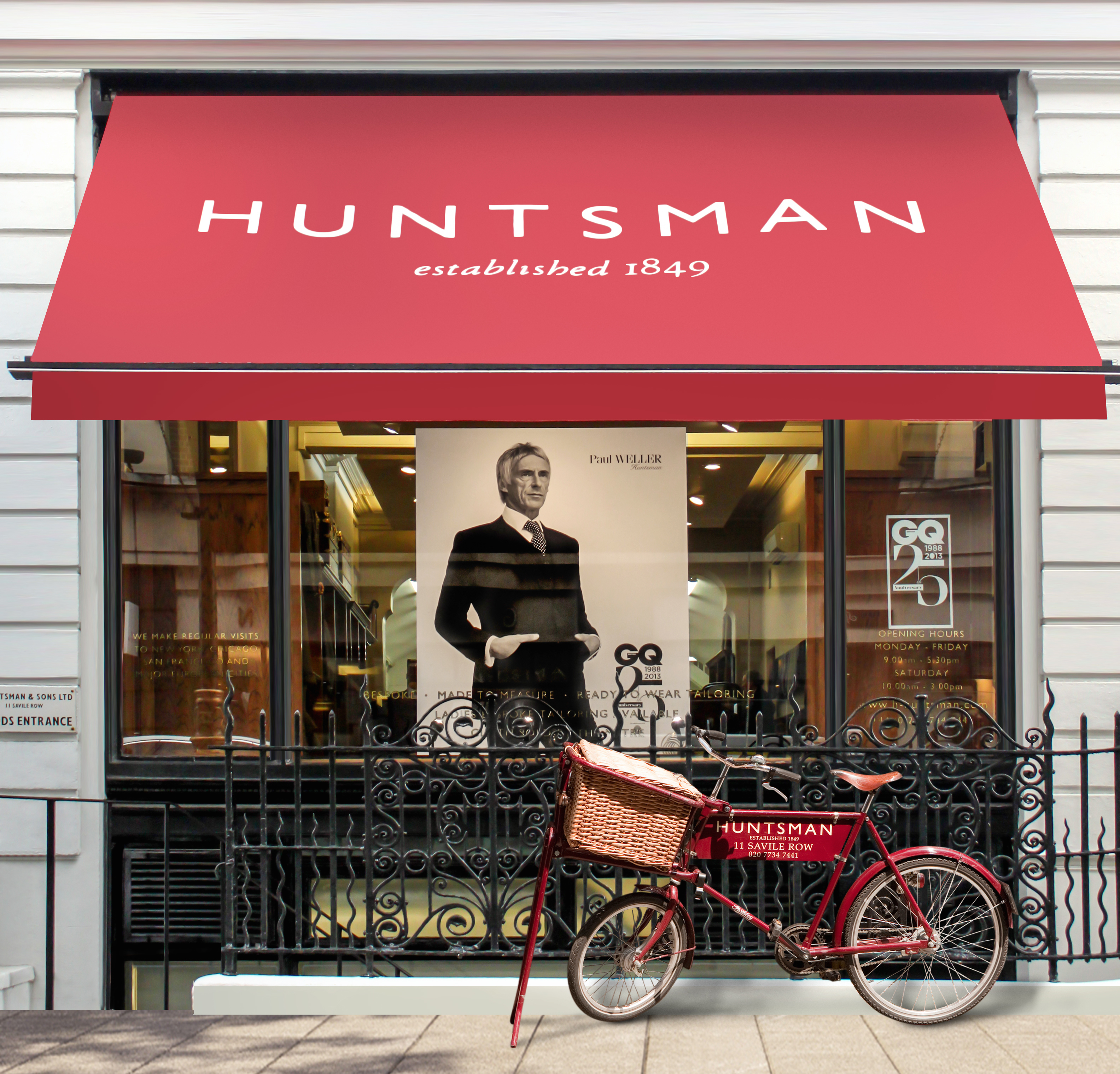
Der Maßschneider Huntsman in der Londoner Savile Row

Das Szenenbild schuf die mehrfach Emmy-nominierte Gemma Jackson. Dieses ist größtenteils auf drei Räume in Burlings Laden beschränkt, den Empfangsbereich, die Umkleidekabine und die hintere Werkstatt, die jeweils durch Schiebetüren verbunden sind.
Die Kostüme entwarf der international tätige Modedesigner Zac Posen. Für die Ausführung holte Posen den in London ansässigen Maßschneider Huntsman ins Boot. Er zeigte Pierre Lagrange, einem belgischen Filmliebhaber und Hedgefonds-Manager, der im Jahr 2013 das 1849 gegründete Geschäft und eines der Aushängeschilder der Savile Row von 15 Privatinvestoren kaufte, das Drehbuch, dem die Idee für eine Zusammenarbeit gefiel. Posen stellte auch den Kontakt zwischen Huntsman und Rylance her. Einige Wochen lang arbeitete der Schauspieler in Vorbereitung auf seine Rolle dort als Cutter, um das Handwerk in seinen Grundzügen zu erlernen. So war Rylance an der Fertigung seiner eigenen Kleidung beteiligt, die er im Film trägt. Huntsman wurde über die Modebranche hinaus insbesondere durch den Film Kingsman: The Secret Service von 2014 bekannt, dem der Maßschneider als Drehort diente. Weil Posen nicht nach Großbritannien reisen konnte, stimmte er sich online mit der für Huntsman tätigen Kostümdesignerin Sophie O’Neill ab, die seine Ideen umsetzte.

### Filmmusik und Veröffentlichung
Die Filmmusik komponierte Alexandre Desplat. Das Soundtrack-Album mit insgesamt 17 Musikstücken wurde am 18. März 2022 von Back Lot Music als Download veröffentlicht. Am 8. April 2022 ist eine Veröffentlichung als CD geplant.
Im Februar 2021 erwarb Focus Features die Rechte zum Vertrieb des Films. Am 18. März 2022 kam der Film in ausgewählte US-Kinos. Der Kinostart in Deutschland erfolgte am 2. Juni 2022. Ebenfalls im Juni 2022 wird er beim Sydney Film Festival gezeigt.

## Rezeption

### Altersfreigabe
In den USA erhielt der Film von der MPAA ein R-Rating, was einer Freigabe ab 17 Jahren entspricht. In Deutschland wurde der Film von der FSK ab 16 Jahren freigegeben. In der Freigabebegründung heißt es, der insgesamt eher ruhig inszenierte Film enthalte zahlreiche Bedrohungssituationen, und vereinzelt komme es zu Schusswechseln, brutalen Gewalthandlungen und Tötungen, wobei auch blutige Verletzungsdarstellungen zu sehen sind.

### Kritiken
Von den bei Rotten Tomatoes aufgeführten Kritiken sind insgesamt 85 Prozent positiv bei einer durchschnittlichen Bewertung mit 7,4 von 10 möglichen Punkten. Auf Metacritic erhielt der Film einen Metascore von 69 von 100 möglichen Punkten.

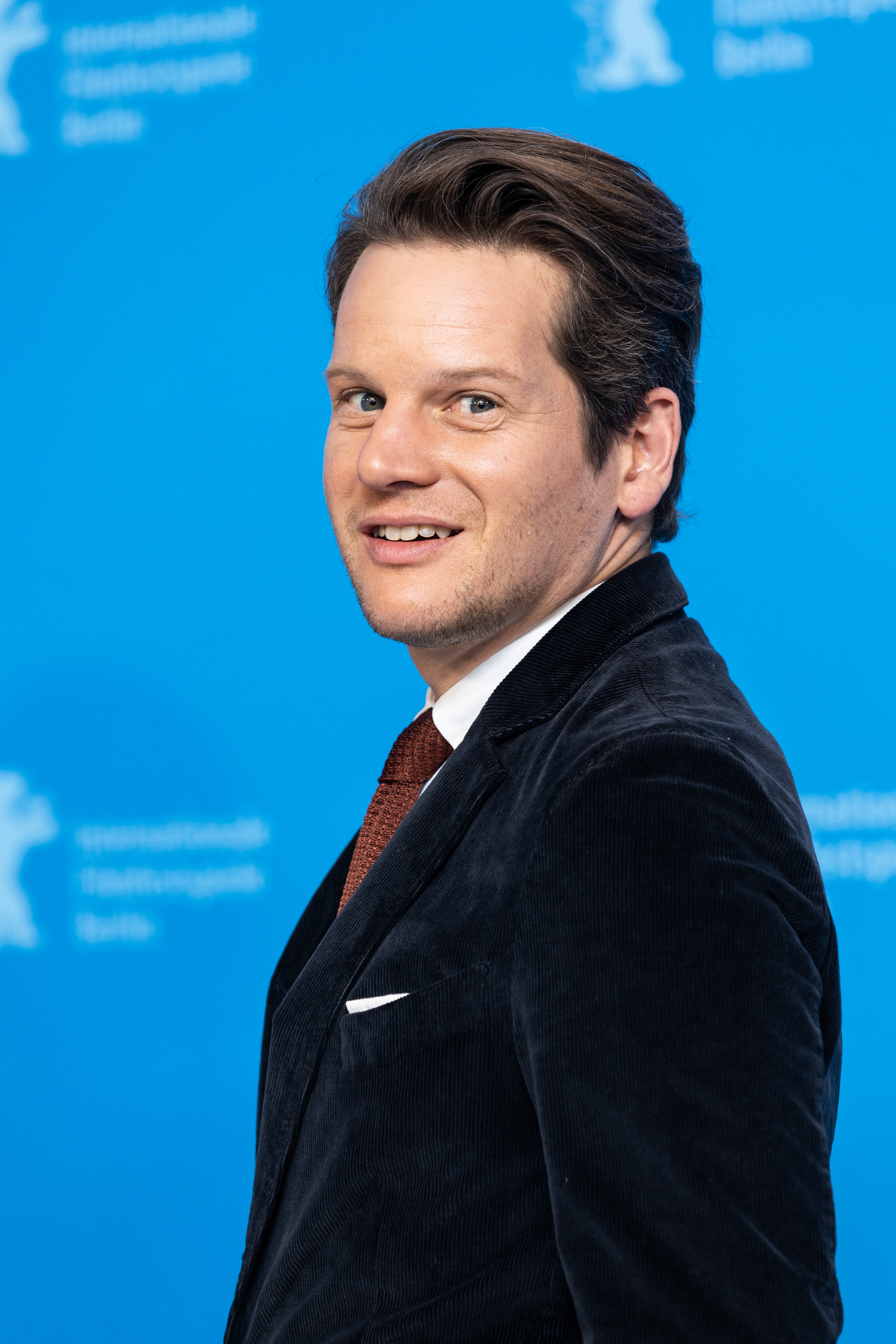
Regisseur Graham Moore im Februar 2022 bei der Premiere auf der Berlinale

Peter Debruge von Variety schreibt, weil Leonard seine Werkstatt kaum verlasse und der Zuschauer auch nicht, wirke The Outfit fast wie ein Film noir von John Huston oder Nicholas Ray aus den frühen 1950er Jahren. Diese Wirkung werde durch die hauptsächlich auf Braun- und Grautöne reduzierte Farbpalette des Szenenbildes von Gemma Jackson und die Verwendung einer einzigen Deckenleuchte von Kameramann Dick Pope verstärkt, was einen Großteil von Leonards Geschäft im Schatten verbirgt. Angelegt wie Deathtrap oder Sleuth und damit Filme, bei denen der Zuschauer miträtseln kann, habe Graham Moore aus vertrauten Elementen einen intelligenten, kleinen Thriller geschaffen. Das Originellste an The Outfit sei Moores Entscheidung, sich auf einen ehemaligen „Cutter“ aus der Savile Row zu konzentrieren, denn dieses Wort kling gefährlicher als „Schneider“ und der Zuschauer habe von Anfang an einen anderen Blick auf seine treue Schere, mit der er später auf andere Menschen einsticht. Leonard sei ein Mann der wenigen Worte, aber nicht jemand wie Keyser Söze, wie man anfänglich vermuten könnte.
Siddhant Adlakha von IndieWire beschreibt The Outfit als ein Drehtürdrama, in dem ständig neue Figuren die Bühne betreten und wieder verlassen. So habe der Film, der sich meist in Echtzeit abspielt, etwas von einem einstudierten Theaterstück. Trotz der Enge des Schauplatzes sei es Moore, seinem Kameramann Pope und dem Filmeditor William Goldenberg gelungen, dass sich jede Aufnahme neu anfühlt, und der Zuschauer einen jeden Szenenwechsel von einem Raum in einen anderen voller Vorfreude begleite. Dies halte den Film rhythmisch in Bewegung, zumindest so lange, bis diese raffinierte Ästhetik an der übrig bleibenden Spannung scheitere.
Von der Jury der Deutschen Film- und Medienbewertung wurde der Film mit dem Prädikat „Besonders wertvoll“ versehen. In der Begründung heißt es, der Film sei von Regisseur Graham Moore perfekt inszeniert und gleiche einem intelligenten Kammerspiel. Eine hervorragende Kamera besteche in der klaustrophobischen Enge durch variable Einstellungen zwischen Totalen und Nahaufnahmen, wobei Licht und Dunkel sowie die Farbgestaltung eine weitere herausragende Rolle spielten. Das ausgeklügelte Drehbuch von Regisseur Graham Moore besteche durch brillante Dialoge, und der dramaturgische Spannungsbogen verdichte sich durch eine Vielzahl an überraschenden Wendungen, die den Zuschauer von einer scheinbaren finalen Lösung wieder zu einer völlig neuen führe. Aus der hervorragenden Besetzung ragten vor allem Mark Rylance als Leonard Burling und Zoe Deutch als Burlings Mitarbeiterin Mable sowie Dylan O’Brien als Gangstersohn Richie und Johnny Flynn als Francis heraus. Insgesamt erlebe der Zuschauer mit The Outfit einen durchgehend spannenden, sehr eleganten und hintersinnigen Thriller und Filmkunst vom Feinsten.

### Auszeichnungen

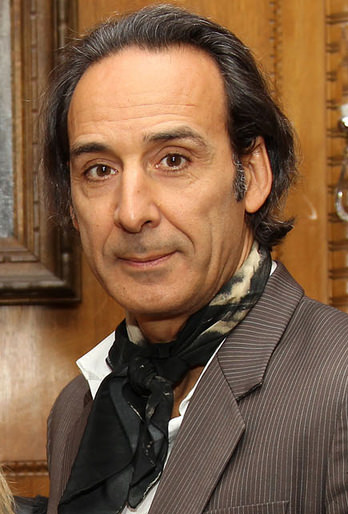
Alexandre Desplat komponierte die Filmmusik

British Independent Film Awards 2022
- Nominierung als Beste Nebendarstellerin  (Zoey Deutch)[24]

Hollywood Critics Association Midseason Awards 2022
- Nominierung für das Beste Drehbuch (Graham Moore)[25]

Hollywood Music In Media Awards 2022
- Nominierung für die Beste Filmmusik – Independent-Film (Alexandre Desplat)[26]

Saturn-Award-Verleihung 2022
- Nominierung als Bester Thriller